# Дарго (село)
Дарго (рос. Дарго) — село у Веденському районі Чечні Російської Федерації.
Населення становить 2435 осіб (2019). Входить до складу муніципального утворення Даргінське сільське поселення.

## Історія
Засноване  близько 1800 року вихідцями з тайпу Белгатой.
Під час Кавказької війни з 1840 по 1845 роки було столицею Північно - Кавказського імамату.
У червні - липні 1845 року під аулом відбулась битва між російськими військами якими командував князь М. С. Воронцов та армією імамату під командуванням імама Шаміля, в якій росіяни були оточені і зазнали  втрат у понад 4 тисячі солдатів і офіцерів. Однак Дарго було спалене і після цього Шаміль переніс столицю до Ведено.
В 1919 році  в Дарго карбували монети Північно - Кавказького емірату Узун - Хаджи.
Згідно із законом від 20 лютого 2009 року органом місцевого самоврядування є Даргінське сільське поселення.

## Населення
| 1990  | 2002  | 2010  | 2012  | 2013  | 2014  | 2015  |
| ----- | ----- | ----- | ----- | ----- | ----- | ----- |
| 2255  | ↘1190 | ↗2160 | ↗2211 | ↗2220 | ↗2249 | ↗2291 |
| 2016  | 2017  | 2018  | 2019  |       |       |       |
| ↗2320 | ↗2358 | ↗2394 | ↗2435 |       |       |       |